# كندا وأسلحة الدمار الشامل
لم تحتفظ كندا رسميًا أو تمتلك أسلحة دمار شامل منذ العام 1984، وقد وقعت عام 1998 معاهدات تنفي امتلاكها لهذا النوع من السلاح. صادقت كندا على بروتوكول جنيف عام 1930 وعلى معاهدة الحدّ من انتشار الأسلحة النووية عام 1970، إلا أنها تساهم بدعم البرامج العسكرية الأمريكية.

## الأسلحة النووية

### مقدمة
جاء أول سلاح نووي أمريكي إلى كندا عام 1950 عندما ركزت القيادة الجوية الاستراتيجية للقوات الجوية الأمريكية 11 قنبلة ذرية من طراز 1561 فات مان عند قاعدة القوات الكندية (خليج الإوز)، نيوفاوندلاند ولابرادور. استُخدِم الخليج قاعدةً لإطلاق الطائرات لكل من سلاح الجو البريطاني والقيادة الجوية الاستراتيجية. كانت قاذفات القنابل تحطّ؛ ويرتاح طاقمها؛ وتُعاد تعبئة الطائرات بالوقود أو تُصلح؛ دون الحاجة للعودة إلى أراضي الولايات المتحدة، والتي كانت تبعد نحو 1500 ميل من الطيران بعيدًا عن الأهداف المحتملة. كانت التصميمات القليلة للأسلحة النووية في ذلك الوقت عالية الدقة، تطلّبت فحصًا خارجيًا للطائرة (بعد الهبوط)، وحمايةً من العوامل البيئية (في موقعٍ جافٍ/دافئ) في الوقت الذي كانت فيه حاملة الطائرات خارج الماء من أجل الصيانة الروتينية أو التصليح.
بين عامي 1963 و1984، استضافت كندا ما مجموعه أربع منظومات للأسلحة النووية التكتيكية التي نشرت مئاتٍ من الرؤوس النووية.
طوال فترة الحرب الباردة، انحازت كندا بشكلٍ وثيق مع العناصر الدفاعية لبرامج الولايات المتحدة في كل من قيادة الدفاع الجوي لأمريكا الشمالية وحلف شمال الأطلسي. عام 1964، أرسلت كندا ورقة توحيد القوات المسلحة الكندية إلى وزير الدفاع الأمريكي روبرت ماكنامارا لضمان أنه «لن يجد في هذه المراجع على عكس آرائه التي أدلى بها».
سحبت كندا ثلاث من أصل أربع منظومات أسلحة ذات قدرة نووية بحلول عام 1972. تمتلك المنظومة الوحيدة المتبقية، المعروفة باسم إير-2 جيني، قدرة تدميرية تعادل 1.5 كيلوطن، صُمّمت لاستهداف طائرات العدو بدلًا من الأهداف الأرضية، ويمكن ألا تُعتبر ضمن أسلحة الدمار الشامل نظرًا لقدرتها المحدودة.

## الأسلحة الكيميائية
خلال الحربين العالميتين الأولى والثانية، كانت كندا مُصنّعًا ومطوّرًا رئيسيًا للأسلحة الكيميائية التي استخدمها الحلفاء في الحرب. استُخدمت تلك الأسلحة في معارك الحرب العالمية الأولى ولكنها لم تُستخدم في الثانية. أُنجزت التجارب البشرية خلال الحرب العالمية الثانية، مع كون قاعدة القوات الكندية «سوفيلد» مُنشأةً بحثيةً رائدةً. تعرّض آلاف الجنود الكنديين لغاز الخردل وغازاتٍ مسيّلة للدموع وموادّ كيميائية أخرى، كما تعرّض بعضهم لإصابات دائمة نتيجة لذلك. بعد الحربين العالميتين، توجهت القوات الكندية العائدة إلى موطنها للتخلص من ملايين الأطنان من الذخائر غير المنفجرة في المحيط الأطلسي عبر ميناء نوفا سكوشا؛ كانت كميّة غير محددة من تلك الذخائر غير المنفجرة أسلحة كيماوية. حظرت اتفاقية لندن عام 1972 إلقاء الذخائر غير المنفجرة في البحر، ومع ذلك، تستمر الأسلحة الكيميائية الموجودة قبالة سواحل نوفا سكوشا لأكثر من 60 سنة في جلب القلق للمجتمعات المحلية وصيادي الأسماك.
استمر الاختبار البشري للأسلحة الكيميائية مثل السارين وغاز الخردل وغاز في إكس في كندا خلال السبعينيات. خلّفت تلك الاختبارات مخزونات هائلة من الأسلحة الكيميائية.
تخلّت كندا أخيرًا عن استخدام الأسلحة الكيماوية الفتاكة، واضطرت لتكريس الكثير من الجهد للتخلّص الآمن منها. منذ عام 1990، أجرت لجنة مراجعة الدفاع البيولوجي والكيميائي زيارات وفحوصات سنوية للتأكد من أن جميع النشاطات العسكرية المتبقية التي تتضمن عوامل حرب كيميائية هي ذات أغراض دفاعية في طبيعتها.
صدّقت كندا على معاهدة حظر الأسلحة الكيميائية في 26 سبتمبر عام 1995. لا تزال كندا تستخدم موادًا لمكافحة الشغب مثل الغاز المسيّل للدموع ورذاذ الفلفل، والتي تُصنّف على أنها أسلحة غير قاتلة تحت غرض تطبيق القوانين المحلية.

## معرض صور

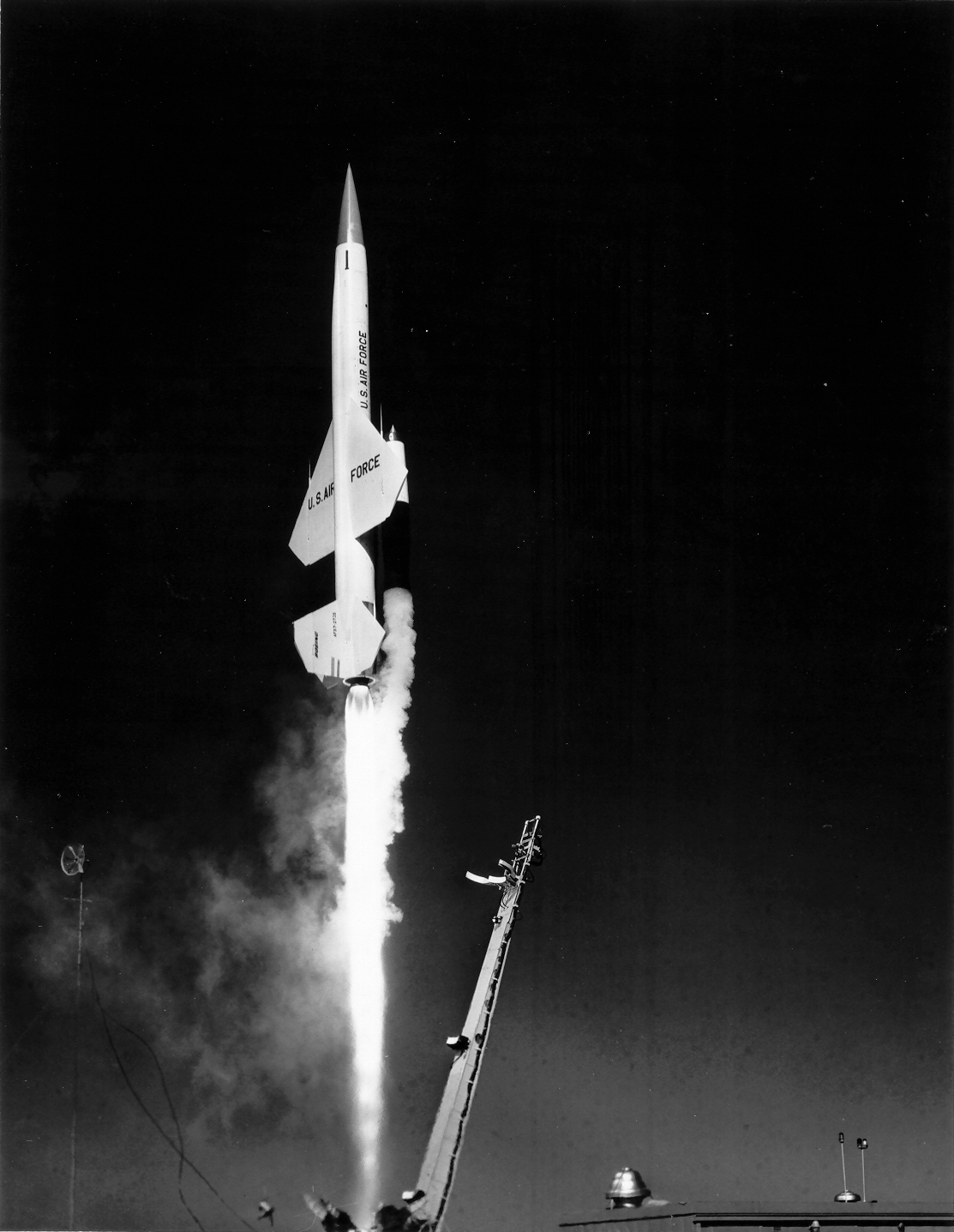
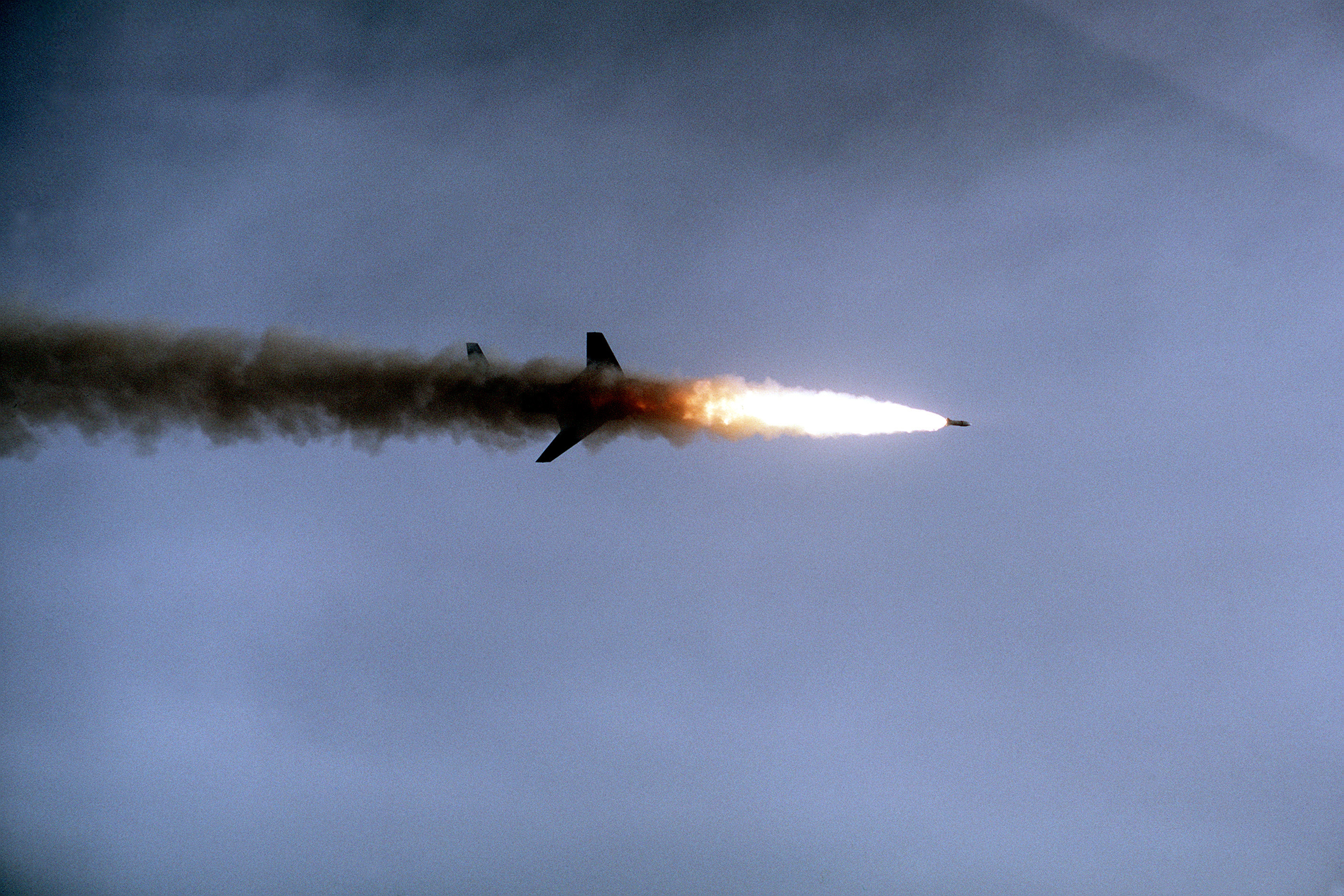
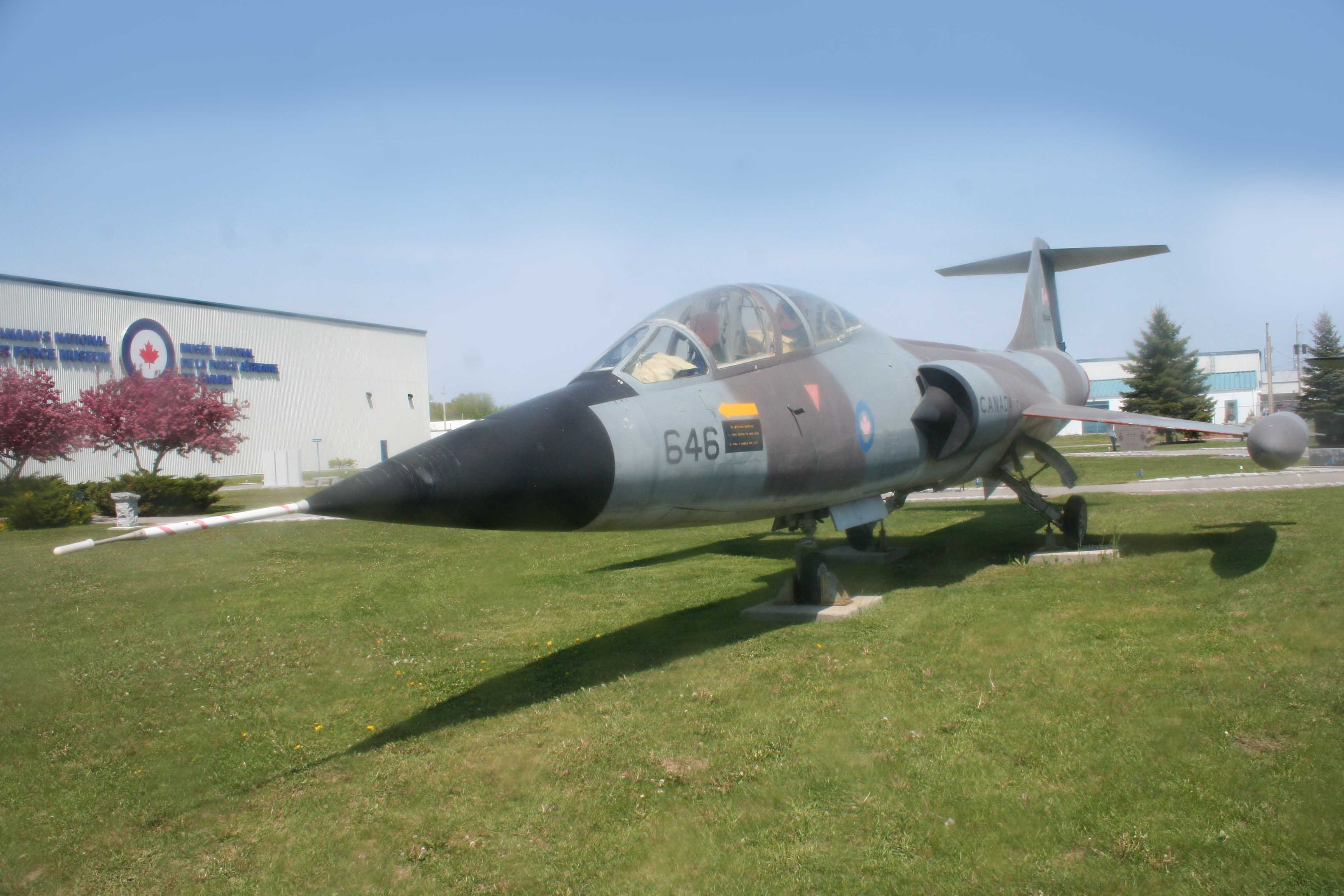